# アヤメ平
アヤメ平（アヤメだいら）とは、群馬県利根郡片品村にある高層湿原。尾瀬国立公園の要所の一つ。

## 概要
鳩待峠と富士見峠の間の道（鳩待通り）の北側はなだらかな斜面となっており、その最高地点（1969m）の直ぐ東側（西側には横田代がある）ほぼ頂上に位置するため、展望は素晴らしく、燧ケ岳、至仏山など360度の山々が見渡せる（但し分水嶺に当たるため天候はしばしば乱れる）。しかし、昭和30年代にNHKで唱歌「夏の思い出」が放送されるや否や若者が押し寄せフォークダンスを始めてしまったため湿原は荒れ、現在では尾瀬自然破壊の象徴になってしまっている。嘗て天上の楽園と云われたアヤメ平には、現在復元田が点々としている。

## アクセス
鳩待峠に比べると富士見峠は標高が高く間の最高点は、大きく富士見峠側に寄っているので、富士見峠からのアクセスが早いが、富士見峠の場合は富士見下から歩かなければならないため、逆に鳩待峠から出発できる鳩待峠コースに比べると幾分余計に時間がかかる。
尾瀬ヶ原から上る場合には、中田代（竜宮）、下田代（見晴十字路）から富士見峠に登る道がそれぞれ一本ずつ有り、また、上田代（山の鼻）から鳩待峠に登る道がある。尾瀬沼方面からは、尾瀬沼南岸から大清水平、皿伏山、白尾山を経由して富士見峠に至る道がある。
座標: 北緯36度54分04秒 東経139度14分35秒 / 北緯36.901090度 東経139.243190度